# Helmuth Beukemann
Helmuth Beukemann (né le 9 mai 1894 à Hambourg et décédé le 13 juillet 1981 à Hambourg) est un Generalleutnant allemand au sein de la Heer dans la Wehrmacht pendant la Seconde Guerre mondiale.
Il a reçu la croix de chevalier de la croix de fer. Cette décoration est attribuée pour un acte d'une extrême bravoure sur le champ de bataille ou un commandement avec un succès militaire certain.

## Biographie
Beukemann s'engage le 4 mai 1914 en tant que porte-drapeau dans le 165e régiment d'infanterie de l'armée prussienne à Quedlinbourg.
Helmuth Beukemann est capturé par les forces américaines en 1945 et maintenu en captivité jusqu'en 1947.

## Décorations
- Croix de fer (1914)
  - 2e classe (9 septembre 1914)
  - 1re classe (23 mai 1916)
- Insigne des blessés (1914)
  - en noir (17 août 1918)
- Croix hanséatique de Hambourg (16 mai 1916)
- Croix de chevalier de l'ordre royal de Hohenzollern avec glaives (24 octobre 1918)
- Croix d'honneur
- Agrafe de la croix de fer (1939)
  - 2e classe (21 septembre 1939)
  - 1re classe (15 octobre 1939)
- Insigne de combat d'infanterie
- Croix allemande en Or (20 janvier 1944)
- Croix de chevalier de la croix de fer
  - Croix de chevalier le 14 mai 1941 en tant que Oberst et commandant du Infanterie-Regiment 382[1]
- Médaille d'Argent de la valeur militaire (Italie) (1942)